# Marc Platt (producteur)
Pour les articles homonymes, voir Platt.
Marc Platt est un producteur de cinéma et de théâtre américain né le 14 avril 1957 à Pikesville.
Reconnu par la profession pour la qualité de son travail, son habileté à choisir les bons scénarios pour en faire des films à succès et ce, tout en lançant la carrière de jeunes cinéastes comme Damien Chazelle, Rob Marshall, Jon Chu, Tate Taylor, et Craig Gillespie.Il a également travailler en collaboration avec d'autres grands noms comme Steven Spielberg et Aaron Sorkin. Son travail comme producteur lui a valut deux Golden Globes, deux Tony Awards et quatre nominations à l'Oscar du meilleur film (en 2016, en 2017, en 2021 et en 2025). 
En 2017, à la suite du succès planétaire de la comédie musicale La La Land de Damien Chazelle — mais également grâce à la chute du nabab Harvey Weinstein — il devient l'un des producteurs d'Hollywood les plus importants de l'ère post-MeToo. Certains spécialistes du cinéma comparent son travail à celui d'Irving Thalberg ou de son mentor Harvey Weinstein. Ce même film permet de relancer l'intérêt du public pour le genre de la comédie-musicale au cinéma. Par la suite, il en a produit d'autres dont Le Retour de Mary Poppins, et l'adaptation cinématographique en deux parties de la comédie musicale Wicked par Jon Chu dont il est également le producteur pour la version théâtrale datant de 2003 et mise en scène par Joe Mantello. Il a également produit les films dramatiques Les Sept de Chicago et Babylon.

## Biographie
Marc Platt est né et a grandi à Pikesville, dans le Maryland. Il est le fils d'une institutrice et d'un père travaillant dans le commerce de la chaussure. Sa famille est juive,. En 1975, il est diplômé du lycée de Pikesville et, en 1979, de l'Université de Pennsylvanie. Il est un membre assidu du Glee Club de l'Université de Pennsylvanie. Après l'obtention du diplôme, il va à l'Université de New York law school et commence sa carrière en tant que producteur de divertissement. Il est le père de l'acteur et chanteur Ben Platt.

## Carrière
Avant de se dédier au cinéma, il commence à produire au théâtre. Il a été président de la production pour les studios de cinéma : Orion Pictures, TriStar Pictures et Universal Studios. Il crée ensuite sa propre société de production : Marc Platt Productions, qui produit les films La Revanche d'une blonde et La blonde contre-attaque, ainsi que la mini-série Empire Falls pour la chaîne HBO.
Il est producteur exécutif des deux parties du docudrame Destination 11 septembre, diffusé sur ABC pour le cinquième anniversaire des attentats du 11 septembre 2001. Le film est controversé et accusé d'avoir un penchant politique en faisant appel à la fiction pour décrire certains événements qui ont précédé les attentats du 11 septembre 2001, en particulier ceux impliquant l'administration Clinton.
Marc Platt a vécu dans la zone de Los Angeles avec son épouse et leurs cinq enfants, dont les acteurs Ben Platt, de Pitch Perfect, The Book of Mormon, et Dear Evan Hansen, ainsi que Jonah Platt, qui joua le rôle de Fiyero dans Wicked on Broadway. Lui et son épouse, également diplômée de l'université de Pennsylvanie et fiduciaire de l'université  ont financé la Platt Student Performing Arts, centre des arts et de la scène sur le campus. Il retourne régulièrement sur le campus comme membre du Penn Glee Club. Sa société prend un stagiaire étudiant à Penn pendant une année depuis sa création.

## Filmographie

### Cinéma

#### Années 1980-2000
- 1987 : L'Homme de l'année (Campus Man) de Ron Casden
- 2001 : Josie et les Pussycats (Josie and the Pussycats) d'Harry Elfont et Deborah Kaplan
- 2001 : La Revanche d'une blonde (Legally Blonde) de Robert Luketic
- 2003 : La blonde contre-attaque (Legally Blonde 2: Red, White & Blonde) de Charles Herman-Wurmfeld
- 2003 : Honey de Bille Woodruff
- 2005 : Happy Endings de Don Roos
- 2005 : L'Homme parfait (The Perfect Man) de Mark Rosman
- 2007 : Les Portes du temps (The Seeker) de David L. Cunningham
- 2007 : Wanted : Choisis ton destin (Wanted) de Timur Bekmambetov
- 2008 : Rachel se marie (Rachel Getting Married) de Jonathan Demme
- 2009 : Blondes pour la vie (Legally Blondes) de Savage Steve Holland
- 2009 : Un hiver à Central Park (The Other Woman) de Don Roos
- 2009 : Nine de Rob Marshall

#### Années 2010
- 2010 : Top Cops (Cop Out) de Kevin Smith
- 2010 : Scott Pilgrim (Scott Pilgrim vs. the World) d'Edgar Wright
- 2010 : Le Secret de Charlie (Charlie St. Cloud) de Burr Steers
- 2011 : Drive de Nicolas Winding Refn
- 2011 : Dance Battle: Honey 2 (Honey 2) de Bille Woodruff
- 2013 : Evidence de Olatunde Osunsanmi
- 2013 : 2 Guns de Baltasar Kormákur
- 2014 : Song One de Kate Barker-Froyland
- 2014 : Un amour d'hiver (Winter's Tale) d'Akiva Goldsman
- 2014 : We'll Never Have Paris de Simon Helberg et Jocelyn Towne
- 2014 : Lost River de Ryan Gosling
- 2014 : Mockingbird de Bryan Bertino
- 2014 : Into the Woods : Promenons-nous dans les bois (Into The Woods) de Rob Marshall
- 2014 : Six Dance Lessons in Six Weeks d'Arthur Allan Seidelman
- 2015 : Ricki and the Flash de Jonathan Demme
- 2015 : Le Pont des espions (Bridge of Spies) de Steven Spielberg
- 2016 : La La Land de Damien Chazelle
- 2016 : Honey 3: Dare to Dance de Bille Woodruff
- 2016 : La Fille du Train (The Girl on the Train) de Tate Taylor
- 2016 : Un jour dans la vie de Billy Lynn (Billy Lynn's Long Halftime Walk) d'Ang Lee
- 2018 : Hotel Artemis de Drew Pearce
- 2018 : Une femme de tête (Nappily Ever After) d'Haifaa al-Mansour
- 2018 : Le Retour de Mary Poppins (Mary Poppins Returns) de Rob Marshall
- 2019 : Aladdin de Guy Ritchie

#### Années 2020
- 2020 : Les Sept de Chicago (The Trial of the Chicago 7) d'Aaron Sorkin
- 2021 : Thunder Force de Ben Falcone
- 2021 : Cruella de Craig Gillespie
- 2021 : Cher Evan Hansen (Dear Evan Hansen) de Stephen Chbosky
- 2022 : Le Monde de Nate (Better Nate Than Ever) de Tim Federle (en)
- 2022 : Babylon de Damien Chazelle
- 2023 : La Petite Sirène (The Little Mermaid) de Rob Marshall
- 2024 : Players de Trish Sie
- 2024 : Wicked de Jon Chu[8]
- 2025 : Blanche-Neige de Marc Webb
- 2025 : Dragons (How to train a dragon) de Dean DeBlois
- 2025 : Wicked : Partie 2 (Wicked : For Good) de Jon Chu

### Télévision

#### Séries télévisée
- 2002 : MDs
- 2005 : Empire Falls
- 2006 : Destination 11 Septembre (The Path to 9/11)
- 2023 : Scott Pilgrim prend son envol (Scott Pilgrim Takes Off)

#### Téléfilms
- 2005 : Once Upon a Mattress de Kathleen Marshall
- 2016 : Grease: Live! de Thomas Kail et Alex Rudzinski
- 2017 : A Christmas Story Live! de Scott Ellis et Alex Rudzinski
- 2018 : Jesus Christ Superstar Live in Concert de David Leveaux et Alex Rudzinski
- 2019 : Rent de Michael Greif et Alex Rudzinski
- 2021 : Oslo de Bartlett Sher

#### Émissions
- 2009-2010 : Taking the Stage
- 2018 : A Very Wicked Halloween

## Production théâtrale
- 1983 : Total Abandon
- 2003 : Wicked
- 2006 : Three Days of Rain
- 2008 : Pal Joey
- 2014 : If/Then
- 2016 : Oh, Hello on Broadway
- 2017 : War Paint
- 2017 : Indecent
- 2017 : The Band's Visit
- 2021 : A Strange Loop

## Distinctions

### Récompenses
- Golden Globes 2017 : meilleur film musical ou de comédie pour La La Land[9]
- Golden Globes 2025 : meilleure performance au boxe-office pour Wicked (partager avec le réalisateur Jon Chu, et le coproducteur David Stone).[10]

### Nominations
- Oscars du cinéma
  - Oscars 2016 : meilleur film pour Le Pont des espions[11]
  - Oscars 2017 : meilleur film pour La La Land[12]
  - Oscars 2021 : meilleur film pour Les Sept de Chicago[13]
  - Oscars 2025 : meilleur film pour Wicked [1]
- Golden Globes
  - Golden Globes 2010 : meilleur film musical ou de comédie pour Nine[14]
  - Golden Globes 2015 : meilleur film musical ou de comédie pour Into the Woods[15]
  - Golden Globes 2019 : meilleur film musical ou de comédie pour Le Retour de Mary Poppins[16]
  - Golden Globes 2023 : meilleur film musical ou de comédie pour Babylon[17]
  - Golden Globes 2025 : meilleur film musical ou de comédie pour Wicked[18]